# Sisters Beach (Tasmanie)
Sisters Beach est une petite localité de moins de 500 habitants située au nord de la Tasmanie, en Australie. Elle est située au bord du Détroit de Bass. 
En 2006, sa population est de 380 habitants.